# Kościół św. Bartłomieja w Modliszowie
Kościół św. Bartłomieja w Modliszowie – rzymskokatolicki kościół filialny parafii św. Jana, znajdujący się w Modliszowie w dekanacie Wałbrzych-Południe w diecezji świdnickiej.
Kościół wzmiankowany w 1318 r. Obecny wzniesiony w XIV w., przebudowany w XVI w., restaurowany w XIX w., remontowany w latach 1966 - 1968. Orientowany, murowany z kamienia, jednonawowy z wyodrębnionym prezbiterium z sygnaturką na kalenicy dwuspadowego dachu. We wnętrzu świątyni zachowały się m.in.: ołtarz główny z ok. 1710 r., ołtarz boczny ku czci św. Bartłomieja z 1710 r., chrzcielnica drewniana, barokowa z 1710 r., dzwon śpiżowy z 1790 r., a także odkryta w latach 1963 - 1966 polichromia gotycka z końca XIV w. i renesansowa z XVI w. ze scenami Starego Testamentu. 